# Pawnee River
Pawnee River est une rivière dans l’ouest du Kansas aux États-Unis de 319 km de long. C’est un affluent de la rivière Arkansas, elle-même affluent du fleuve Mississippi.

## Géographie
Elle prend sa source dans le nord-ouest du comté de Gray à une altitude de 864 mètres, issue de plusieurs canaux de drainage agricole. Pendant 32 km, la rivière s’étend vers le nord, avant de tourner au nord-est près de la ville fantôme de Ravanna. La rivière reçoit Buckner Creek, son principal affluent à la ville de Burdett, puis coule à l’est où elle passe à Rozel et sur le Site historique national de fort Larned. Il rejoint la rivière Arkansas sur la rive gauche, au sud de la ville de Larned.
La rivière draine une région agricole aride des Grandes Plaines d’environ 7 000 km2. La majeure partie de son débit est consommée par l’irrigation avant d’atteindre la confluence avec l'Arkensas. Ses rives étaient à l’origine habitée par les Kaws, Cheyennes, Osages, Pawnees qui a donné son nom à la rivière. Elle correspond à la route de la Piste de Santa Fe au 19e siècle, et a également été le théâtre de guerres amérindiennes américaines en 1854, après quoi le fort Larned a été établi sur la rivière pour maintenir une présence militaire permanente dans la région.

## Source
- (en) Cet article est partiellement ou en totalité issu de l’article de Wikipédia en anglais intitulé « Pawnee River » (voir la liste des auteurs).